# Dave Gillett
Dave Gillett, all'anagrafe David John Gillett (Edimburgo, 2 aprile 1951) è un ex calciatore scozzese, di ruolo difensore.

## Carriera
Dopo aver giocato nelle giovanili dell'Hibernian, tra il 1972 ed il 1974 ha totalizzato complessivamente 69 presenze e 2 reti con il Crewe Alexandra, club della terza divisione inglese (si tratta peraltro anche delle sue uniche presenze in carriera nei campionati della Football League). Successivamente tra il 1974 ed il 1980 ha giocato nella NASL con i Seattle Sounders, per un totale di 69 presenze e 3 reti in questo campionato, nel quale tra l'altro nel 1977 gioca (e perde) la finale per l'assegnazione del titolo; nel 1975 e nel 1976 è anche stato inserito tra i NASL All-Stars.